# Cerco de Diu
O cerco de Diu foi um conflito armado entre o Império Otomano e o Império Português ocorrido em 1538, mediante o qual a frota imperial otomana tentou capturar a cidade indiana de Diu, à época na posse portuguesa. A batalha terminou com a vitória de Portugal.

## Contexto
Hadim Solimão Paxá, governador do Egipto Otomano, liderou várias campanhas navais no oceano Índico contra as forças portuguesas, numa tentativa de as expulsar para restabelecer as rotas comerciais com a Índia. Em 1509, teve lugar a batalha de Diu entre os portugueses e uma coligação naval da qual faziam parte o Sultanato de Guzarate, o Sultanato mameluco do Egipto e os Samorim de Calecute. Desde 1517 que os otomanos tentavam unir forças com Guzarate no sentido de expulsar os portugueses do mar Vermelho e da Índia. À época, Diu, a par de Surrate, era um dos principais pontos de abastecimento de especiarias para a Europa por via do Egipto otomano. No entanto, a intervenção portuguesa terminou com essa rota comercial ao controlar a navegação no mar Vermelho. Em 1530, a República de Veneza não conseguiu obter especiarias através do Egito.
O sultão do Guzerate Badur, que estava sob ameaça do Império Mogol, assinou um acordo com os portugueses, e permitiu-lhes construir a fortaleza de Diu em troca de apoio militar. Os portugueses capturaram ainda vila de Gogala nos arredores. Desaparecida a ameaça mogol, Badur procurou negociar a retirada dos portugueses de Diu. No entanto, em 13 de fevereiro de 1537 o xá morreu afogado durante as negociações com os portugueses em circunstâncias pouco claras, cada lado culpando o outro pela tragédia.
Badur tinha também apelado aos otomanos para ajudá-lo a expulsar os portugueses, o que originou a expedição de 1538.

## A frota turca
Quando o embaixador do sultão Badur chegou ao Egipto com um grande tributo em 1536, o governador otomano (paxá) do Egipto, o eunuco Suleimão, de 60 anos, foi nomeado pelo sultão Suleimão para organizar e liderar pessoalmente uma expedição â Índia. O Paxá proibiu qualquer navio de velejar para fora do Mar Vermelho de forma a evitar o vazamento de informações para os portugueses na Índia. Houve atrasos no entanto devido ao cerco de Coron no Mediterrâneo, e a guerra otomano-safávida de 1533-1535.

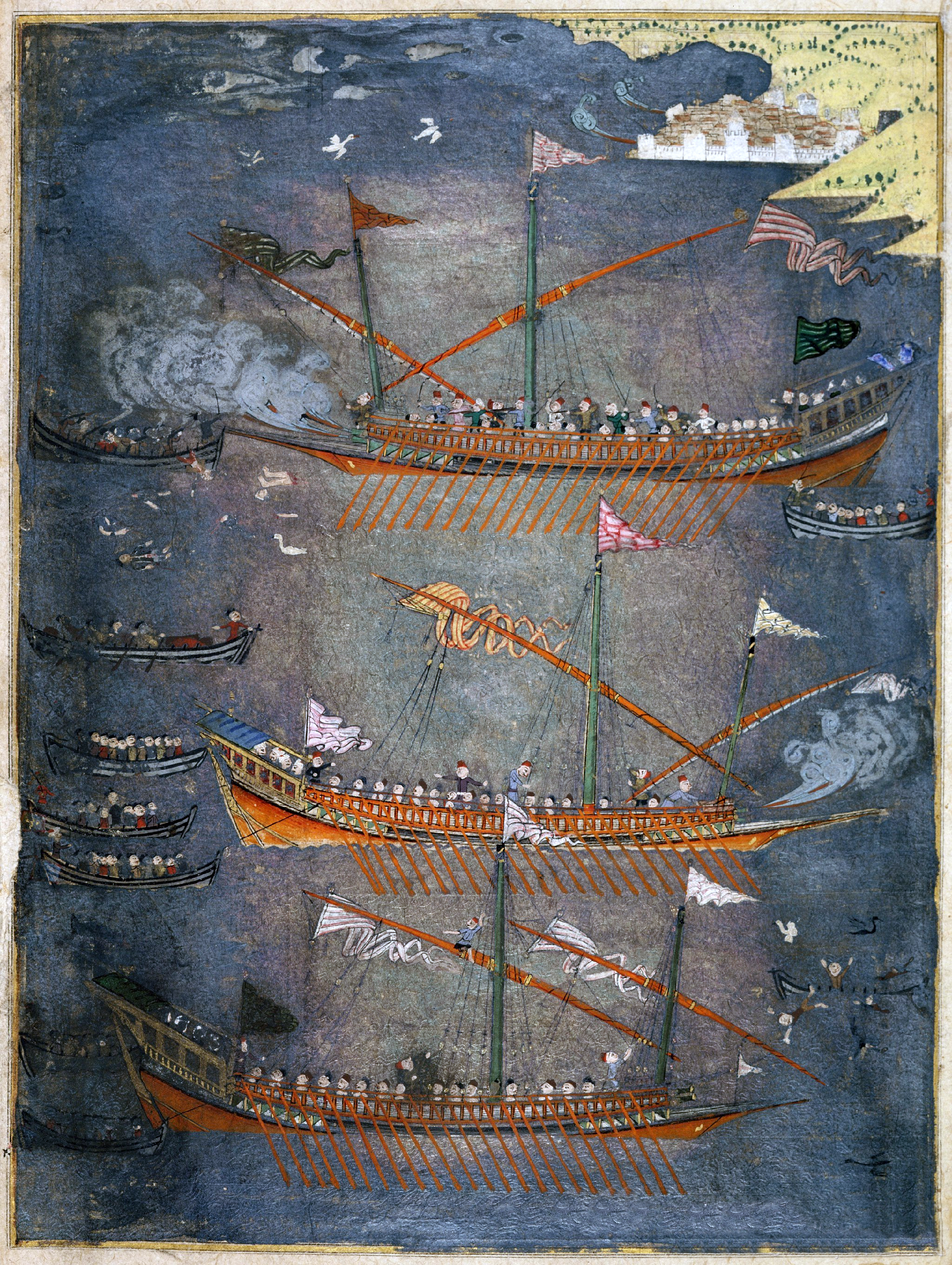
Galés turcas.

De acordo com o Tarikh al-Shihri, as forças otomanas somavam 80 navios e 40.000 homens. Gaspar Correia forneceu um relato mais específico, escrevendo que os turcos montaram em Suez uma armada composta por 15 galés bastardas, 40 galés reais, 6 galeotas, 5 galeões "com quatro mastros cada" que eram "navios perigosos de velejar, pois tinham pouco calado e não tinham quilha"; cinco embarcações menores, seis fustas Guzerates e dois brigues; no total, transportava mais de 400 peças de artilharia, mais de 10.000 marinheiros e remadores (dos quais 1.500 eram cristãos) e 6.000 soldados, dos quais 1.500 eram janízaros. O Paxá empregou um renegado veneziano, Francisco, como capitão de 10 galés, além de 800 mercenários cristãos. A 20 de julho de 1538, a armada partiu de Jidá, parando na Ilha de Camarão antes de seguirem para Adém, no Iémen.
Em Adém, o paxá capturou a cidade depois de ter convidado seu governante, o Xeque Amir bin Daúde, um aliado dos portugueses, a bordo do seu navios e tê-lo mandado enforcar. Assim, Adém foi ocupada sem cerco, e saqueada.
A expedição saiu de Adém em 19 de agosto e depois fez escala em Socotorá, seguindo depois para a costa ocidental do Guzerate, apesar de perder alguns navios que se separaram da frota durante a passagem do Oceano Índico. Foi a maior frota otomana algumas vez enviada ao Oceano Índico.

## Cerco de Diu de 1538
À data, servia como capitão de Diu o experiente António da Silveira, ex-capitão de Baçaim e Ormuz, que havia participado na Guerra Luso-Guzerate de 1531-34. A fortaleza portuguesa albergava cerca de 3.000 pessoas, das quais apenas 600 eram soldados.

### Primeiros ataques

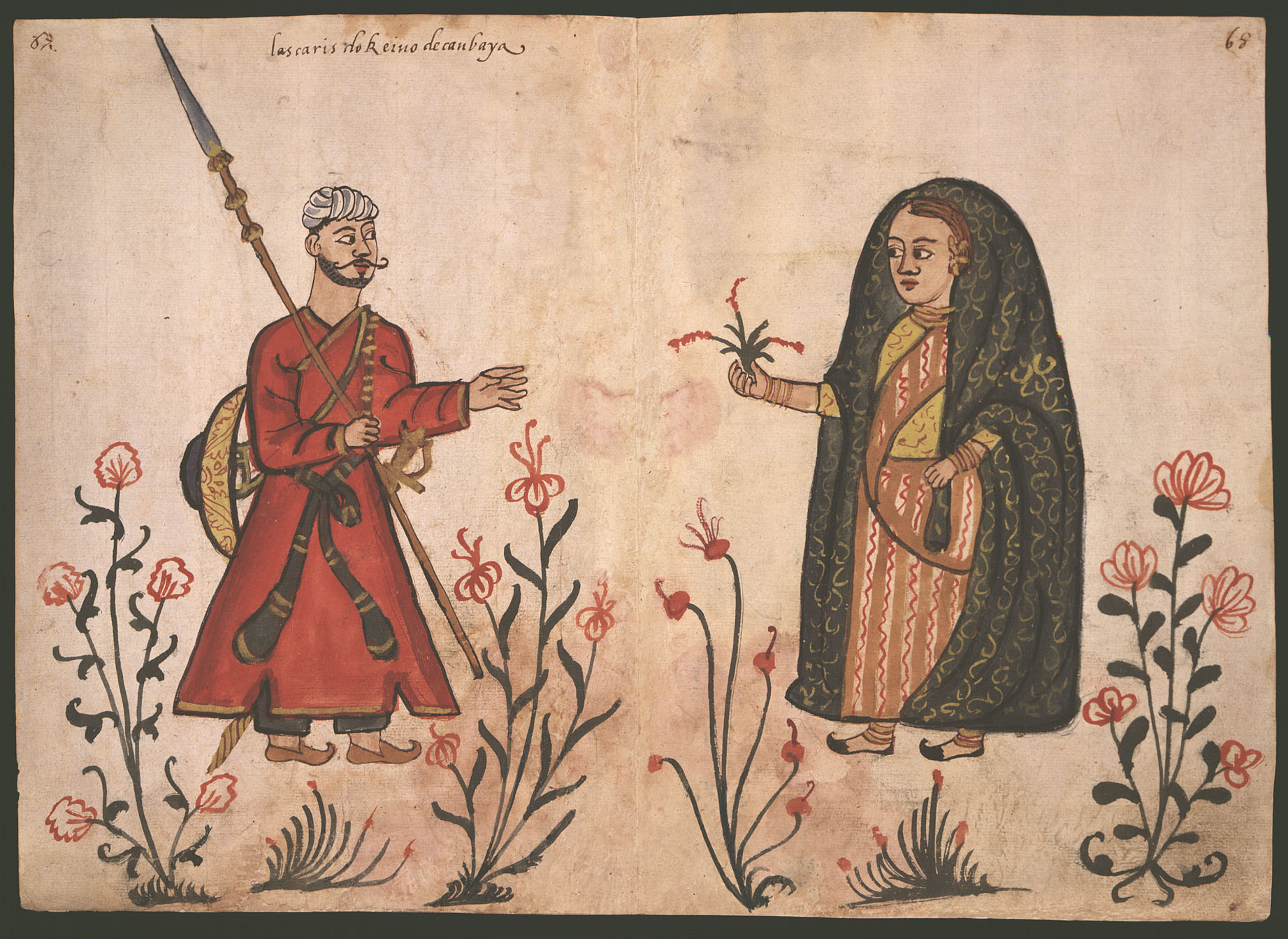
Guerreiro guzerate, à esquerda, representado no Códice Casanatense.

Sob a liderança de Coge Sofar - um renegado albanês de Otranto e um senhor influente em Cambaia – as forças guzerates atravessaram o canal de Diu para o lado ocidental da ilha em 26 de junho de 1538, sendo retidos pelas muralhas ocidentais da cidade a tempo de os portugueses encherem os seus reservatórios de água e queimarem seus armazéns de mantimentos na cidade, até que por fim recuaram para a fortaleza no extremo leste da ilha.
Nos dois meses seguintes, os Guzerates revelaram-se incapazes de ameaçar os sitiados com mais do que um bombardeio de baixa intensidade, ao passo que os portugueses levavam a cabo surtidas ocasionais às suas posições.
Lopo de Sousa Coutinho, que mais tarde escreveria mais tarde as suas memórias sobre o cerco, distinguiu-se a 14 de agosto ao comando de 14 portugueses numa surtida à cidade para capturar mantimentos, tendo derrotado 400 soldados guzerates.

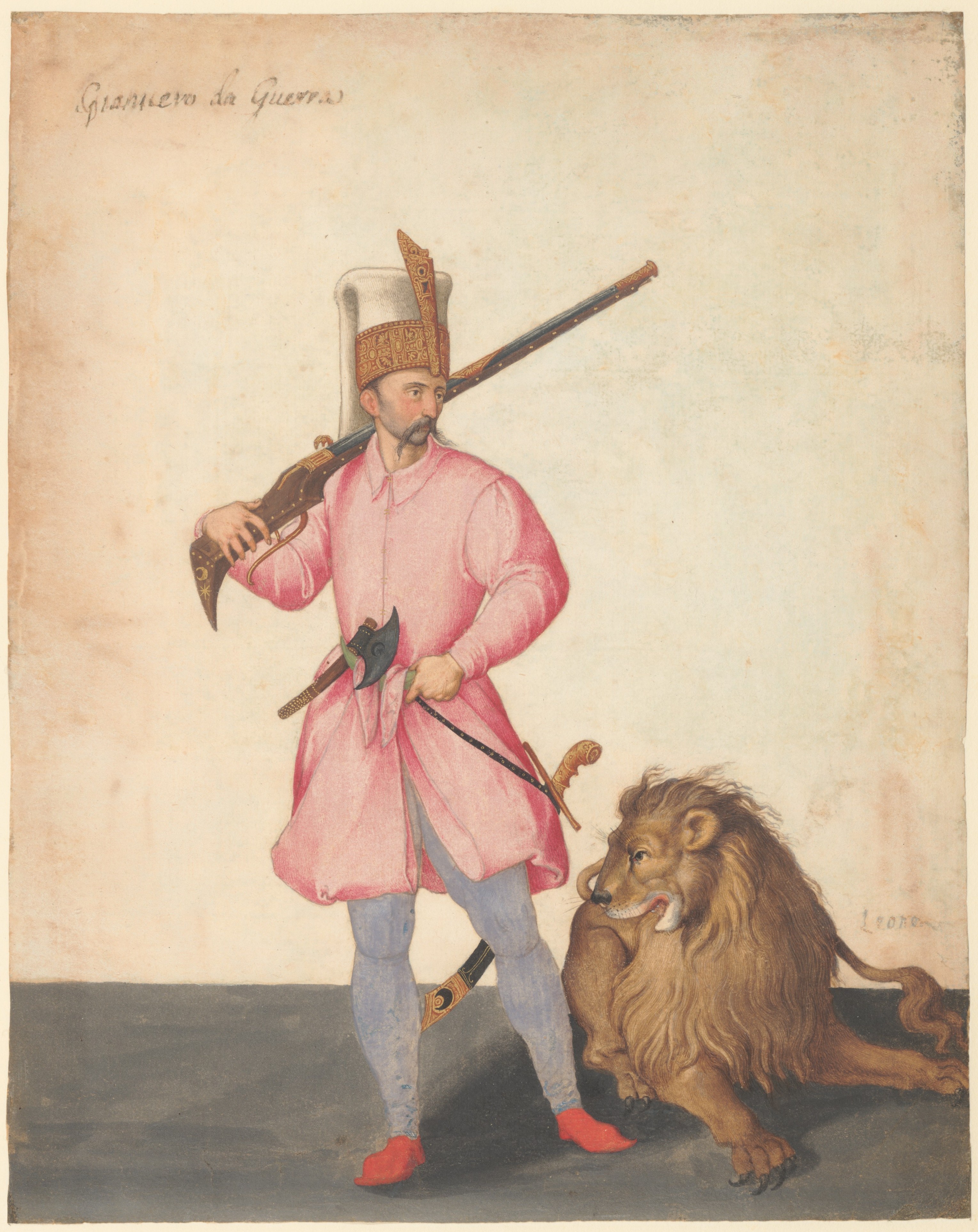
Janízaro. Ilustração quinhentista.

A 4 de Setembro, a frota turca chegou a Diu, apanhando de surpresa a guarnição portuguesa e bloqueando assim a fortaleza por mar. O capitão António da Silveira imediatamente enviou uma pequena embarcação para Goa com um pedido de socorro, ao passo que Paxá Solimão prontamente desembarcou 500 janízaros, que prontamente saquearam a cidade - fazendo com que Solimão caísse em desgraça junto dos senhores do Guzerate, à excepção de Coge Sofar. Os janízaros tentaram escalar as muralhas da fortaleza, mas foram repelidos a tiro, morrendo 50. A 7 de setembro, uma forte tempestade caiu sobre Diu, danificando parte da frota otomana (e ajudando os portugueses a repor as suas reservas de água). Os turcos começaram a desembarcar sua artilharia, mais 1.000 homens e a construir várias obras defensivas e de cerco, tais como trincheiras e barricadas. em torno do forte. Parece que os senhores guzerate desconfiavam dos motivos de Solimão, possivelmente temendo que eles os turcos pudessem estabelecer em Diu depois de expulsarem os portugueses, e no dia seguinte recusaram-se a fornecer-lhes mais mantimentos. 
Em 14 de setembro, chegaram a Diu quatro fustas de Goa e Chaul, com reforços.
A artilharia turca abriu fogo contra a fortaleza no dia 28, ao passo que as galés a bombardearam a partir do mar, respondendo os portugueses de igual modo – os portugueses afundaram uma galé a tiro de canhão, mas perderam vários homens quando dois dos seus basiliscos explodiram.

### Ataque ao baluarte da Vila dos Rumes

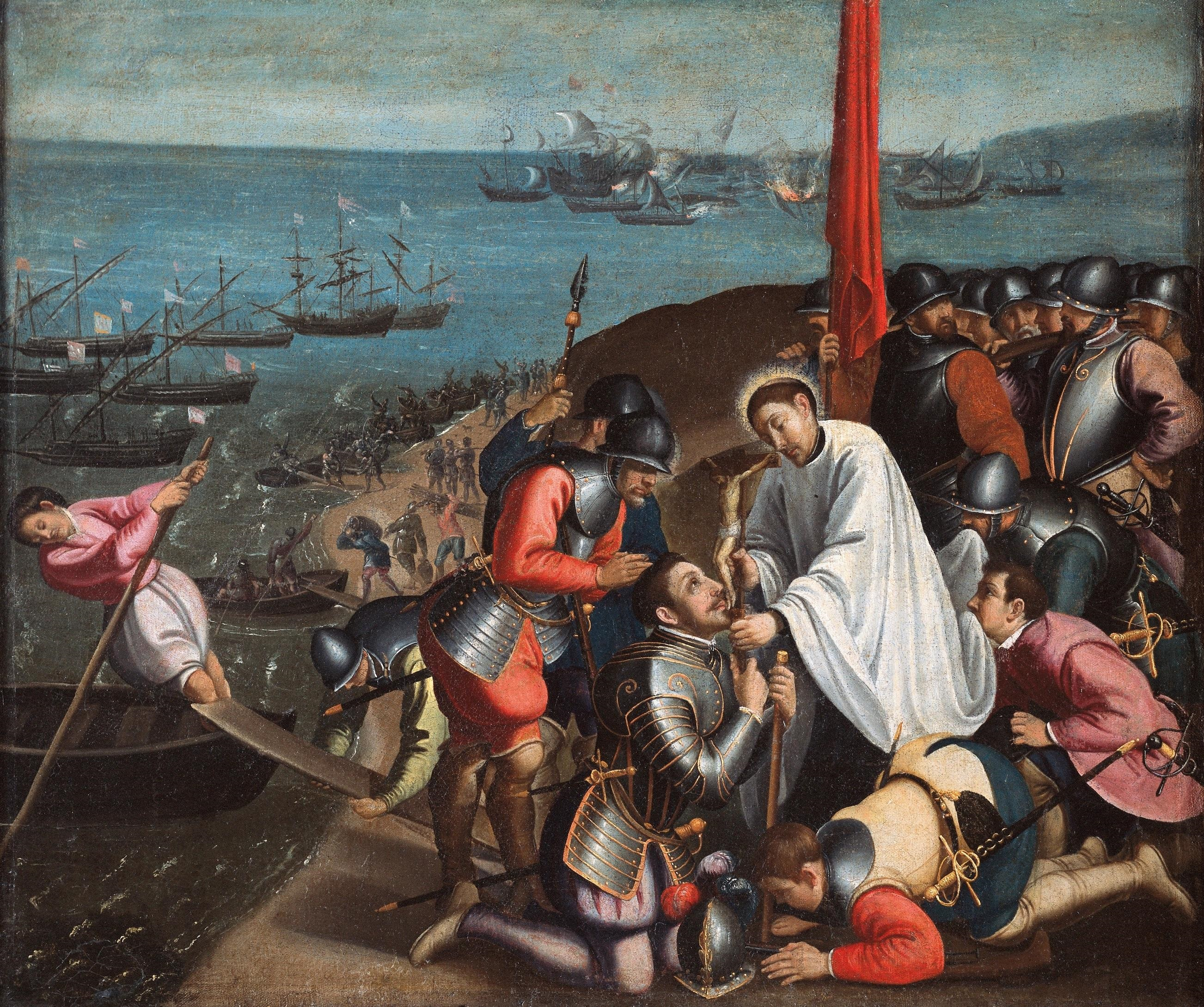
Soldados portugueses, representados numa pintura alusiva a S. Francisco Xavier.

Do lado oposto do canal de Diu, no continente, os portugueses mantinham um baluarte próximo de uma povoação ribeirinha chamada "Vila dos Rumes" (turcos) hoje Gogolá - comandado pelo capitão Francisco Pacheco e defendida por 30 a 40 portugueses, e que foi alvo de um ataque por parte de tropas guzerates. A 10 de setembro, o exército de Coge Sofar bombardeou o forte com peças de artilharia turcas antes de tentar atacá-lo com a ajuda de janízaros, mas os agressores foram repelidos.
Coge Sofar ordenou então que uma embarcação fosse carregada de madeira, enxofre e alcatrão, rebocada para junto do baluarte e ateada, de forma a sufocar os portugueses com o fumo e obrigá-los a evacuar. Apercebendo-se do plano, a meio da noite António da Silveira enviou Francisco de Gouveia com uma pequena tripulação numa embarcação a queimar o dispositivo com bombas incendiárias ao abrigo da escuridão, e conseguiram ainda que debaixo de fogo inimigo. Outro ataque em 28 de setembro com 700 janízaros, após um bombardeio prolongado, falhou.
A guarnição portuguesa resistiu até que o capitão Pacheco decidiu render-se a 1 de outubro ao Paxá, que lhes havia concedido passagem para a fortaleza ilesos. Quando eles se renderam, porém, Solimão prontamente os prendeu nas suas galés.

### A mensagem de Francisco Pacheco e a resposta do capitão António da Silveira

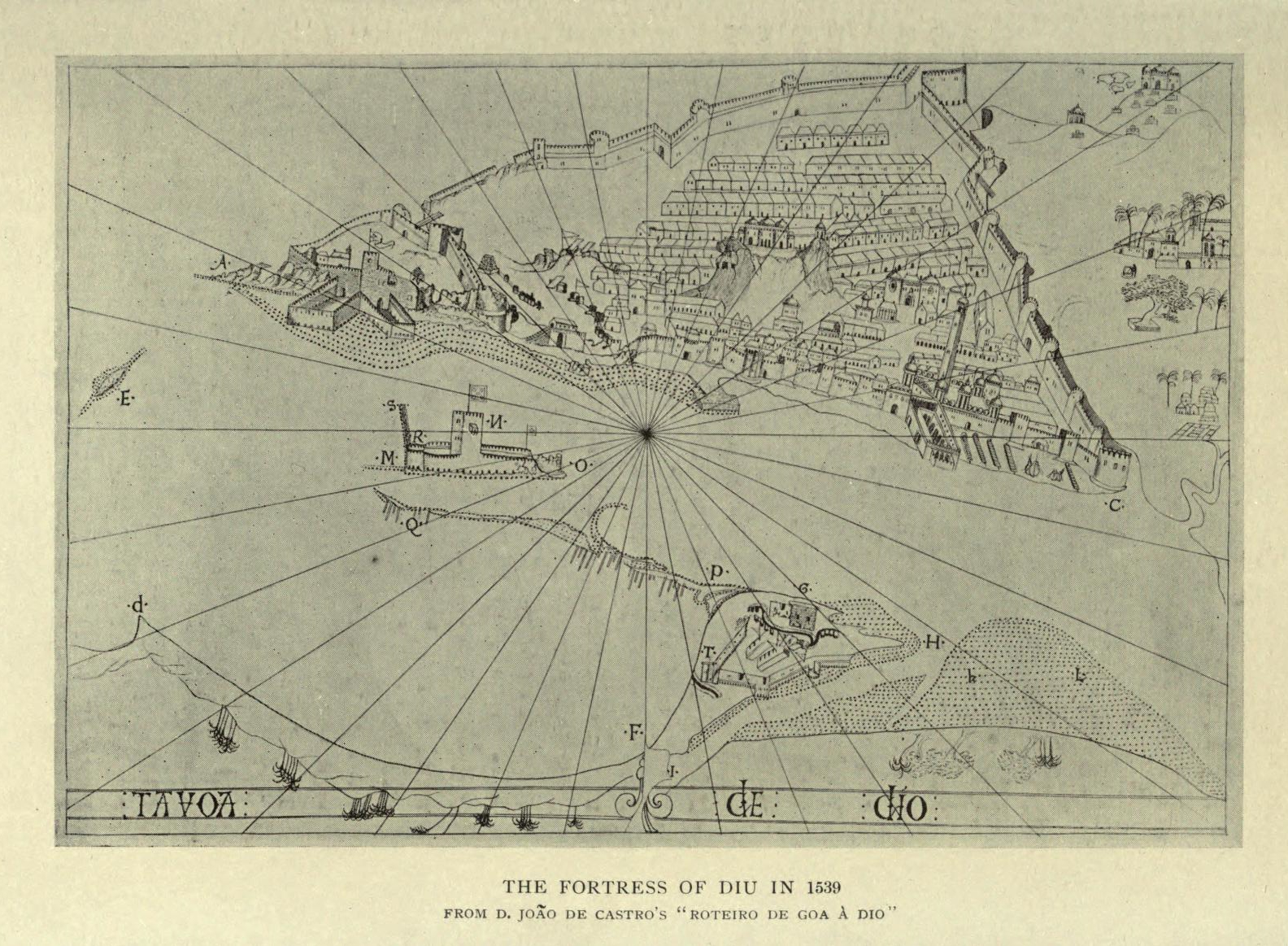
Representação quinhentista portuguesa da fortaleza de Diu.

Encontrando-se debaixo do poder de Solimão, Francisco Pacheco escreveu a António da Silveira uma carta, que a este último lhe pareceu forçada, recomendando-lhe que se rendesse. Foi entregue por um renegado português de nome António Faleiro, que como vestia à turca mal foi reconhecido pelos seus compatriotas quando se aproximou da fortaleza para entregar a carta. Dizia esta:
Eu me entreguei ao grão-capitão Çoleymam baxá por um formão seu chapado a ouro, em o qual nos dava as vidas e liberdades e fazendas e escravos grandes e pequenos, excepto armas e artilharia, e que fôssemos fazer-lhe celema à sua galé e sendo todos levados á cidade, nos dividiram por essas casas, dois a dois. Eu e Gonçalo de Almeida, meu primo, e António Faleiro fomos levados à galé bastarda de Çoleymam, o qual nos recebeu bem e nos deitou senhas cabaias. E entre as práticas que passámos, eu lhe disse que me guardasse daquela sua provisão e nos libertasse (como nela se continha). Ele me respondeu que não nos agastássemos, porque ele cumprira o que ficara. Mas porquanto queria combater essa fortaleza por mar e por terra, o tempo que em isso gastasse nos havia de entreter e que, tomando-a, que nos mandaria à India, e sendo pelo contrário que então nos soltaria para irmos à fortaleza. E mandou logo desembarcar dois basiliscos muito formosos e desembarcará quantos quiser, que o pode bem fazer. E disse me que vos escrevesse que vos entregásseis sem mais golpe, porque fazendo-o de outra maneira a todos vos avia de meter à espada. Agora vede o que vos cumpre e havei mui bom conselho.

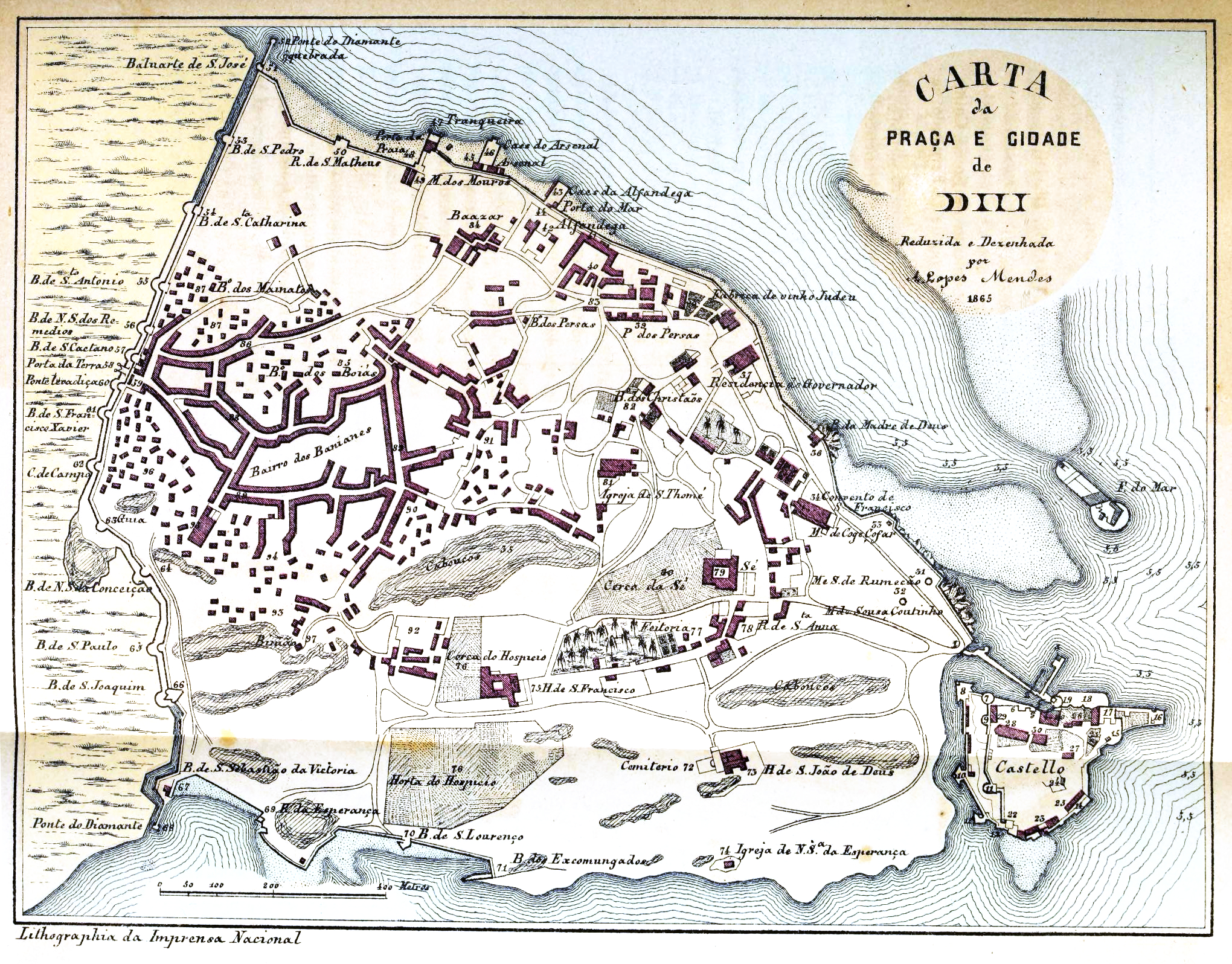
Mapa oitocentista português da cidade e fortaleza de Diu.

O capitão António da Silveira, que considerara a conduta de Solimão traiçoeira e a do Pacheco vergonhosa, pegou em papel e tinta e e sem consultar os seus oficiais respondeu da seguinte maneira:
Para tão grande capitão e poderoso como na vossa dizes que esse é, devera de guardar melhor os seus alvarás, e porém não me espanto tanto da sua pouca verdade, que com eles nasceu, quanto de vos escreverdes-me; que haja bom conselho, diz lhe que faça quanto puder, porque sobre a mais pequena pedra desta fortaleza havemos de morrer todos. E avisai-vos que tais recados me não tragais nem mandeis mais, porque como a inimigos vos mandarei atirar às bombardadas.

### Assalto à fortaleza

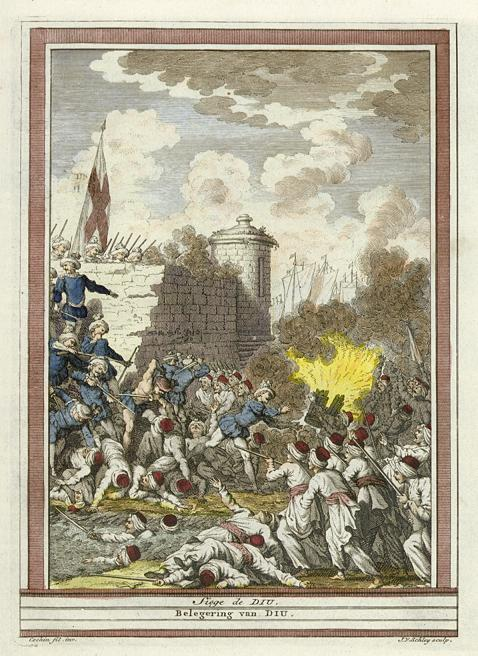
Ilustração oitocentista do Cerco de Diu.

Os turcos terminaram seus preparativos para o cerco a 5 de outubro, tendo por essa data reunido toda a sua artilharia, que incluía nove basiliscos, cinco grandes bombardas, quinze canhões pesados e 80 canhões médios e menores que bombardearam a fortaleza nos 27 dias seguintes. Naquela noite, chegaram de Goa mais 5 embarcações com pólvora e reforços. Após sete dias de bombardeio, parte do baluarte de Gaspar de Sousa desabou e os turcos tentaram escalá-lo "com duas bandeiras", mas foram repelidos com pesadas perdas causadas por granadas e fogo de arcabuz. Outro ataque na manhã seguinte foi enfrentado com resistência igualmente feroz pelos portugueses. Depois, os turcos obrigararm os seus "gastadores" (trabalhadores forçados) a descerem ao fosso para minar as muralhas da fortaleza e, apesar de várias perdas, estes conseguiram abrir uma brecha com pólvora. Porém, os portugueses já levantaram uma barricada em torno da brecha por dentro, o que causou muitas perdas nos assaltantes quando tentaram entrar por ali. Quando à noite o bombardeio cessava, os portugueses reparavam as muralhas da fortaleza sob o manto da escuridão.

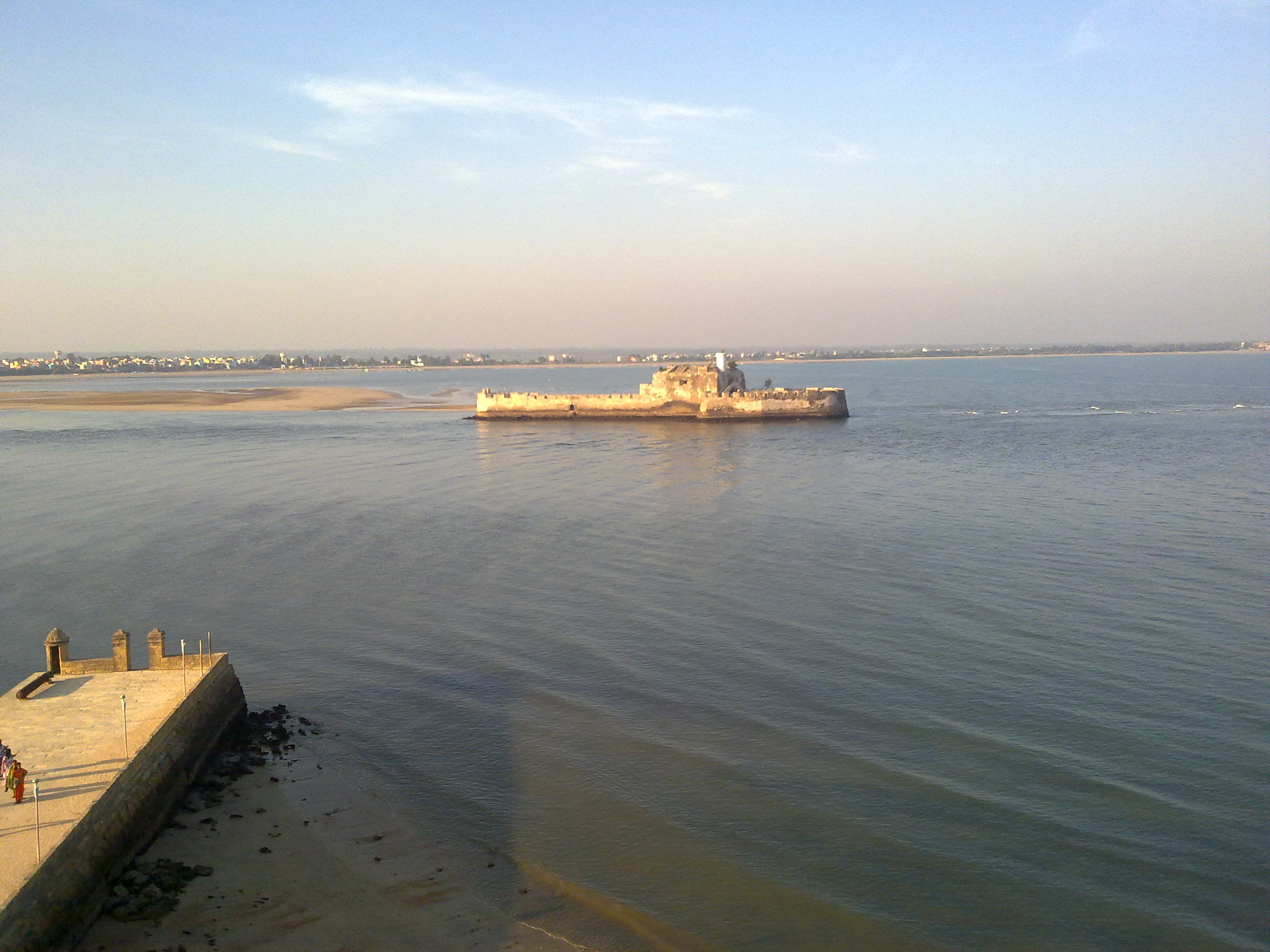
O "Baluarte do Mar".

De uma bateria de artilharia na margem oposta, os turcos bombardeavam o "Baluarte do Mar" que, do meio da foz do rio, bombardeava as posições muçulmanas pelo seu flanco. A 27 de outubro, Solimão Paxá ordenou que 6 pequenas galés escalassem o forte, mas foram obrigadas a recuar sob forte fogo de canhão português. No dia seguinte, os turcos mobilizaram 12 galés e novamente tentaram "abordar" o forte, mas foram repelidos com pesadas perdas devido a granadas incendiárias lançadas à mão.
Em 30 de outubro, Solimão tentou uma manobra de diversão fingindo a retirada de suas forças, embarcando 1.000 homens mas António da Silveira ordenou que as sentinelas se mantivessem em alerta. Ao raiar do dia seguinte, 14.000 homens divididos em três “bandeiras” tentaram escalar a fortaleza, enquanto era bombardeada terem os turcos em conta o fogo amigo. Algumas centenas de soldados conseguiram escalar as muralhas e erguer bandeiras, mas os portugueses conseguiram repelir os atacantes, matando 500 e ferindo mais 1.000 a tiro e com recurso a granadas lançadas do baluarte de São Tomé.
Com sua relação com Coge Safar e os Guzerates a degradar-se cada vez mais, e temendo ser apanhado de surpresa pela armada do governador da Índia, a 1 de Novembro o Paxá finalmente decidiu abandonar o cerco e começou a reembarcar suas tropas. Suspeitando de outro ardil do Paxá, o Capitão António da Silveira ordenou que 20 de seus últimos homens fizessem uma surtida para enganar o inimigo de suas forças cada vez mais reduzidas. O pequeno esquadrão conseguiu regressar com uma bandeira turca capturada.

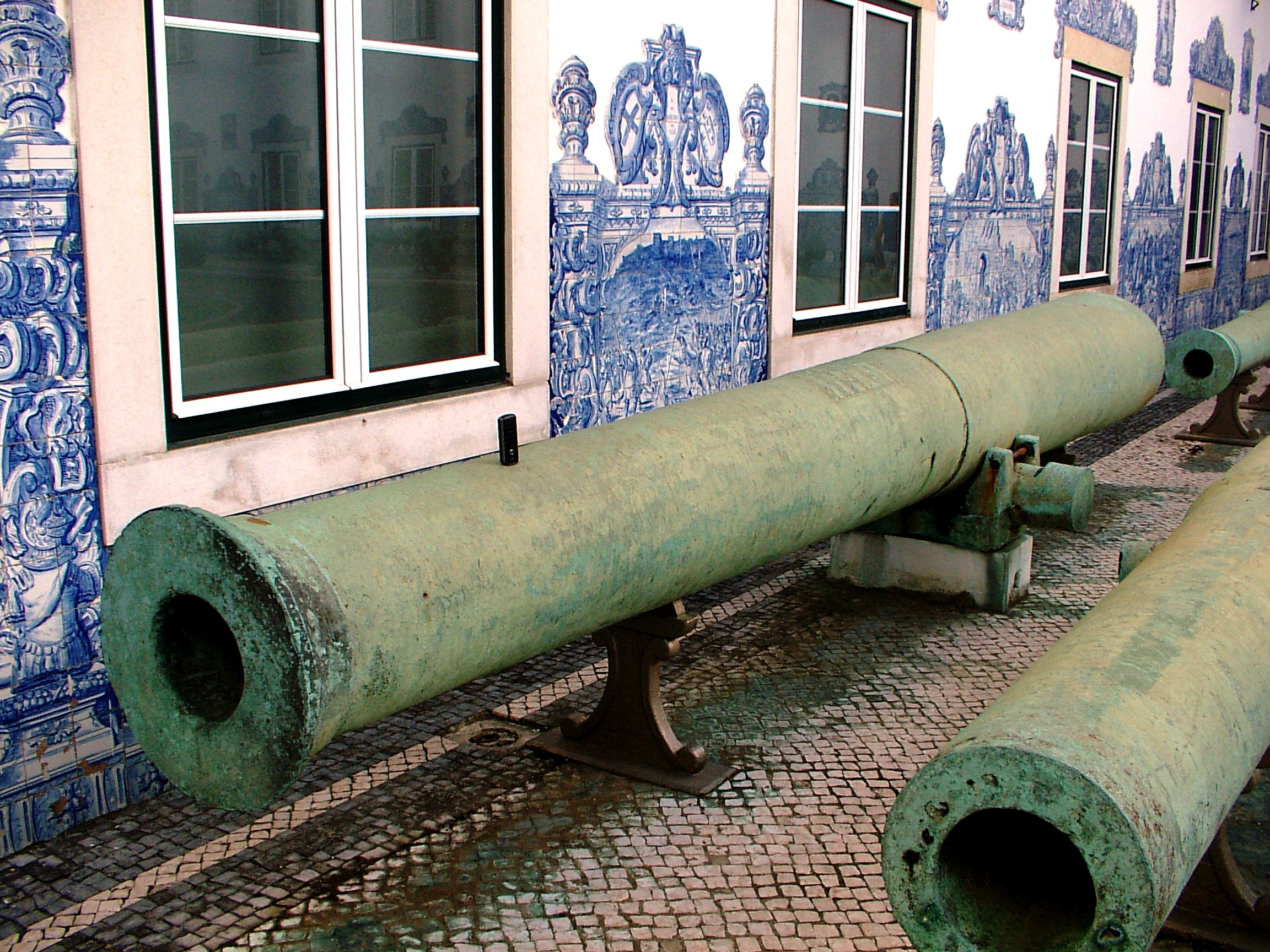
"Tiro de Diu", grande canhão guzerate capturado no cerco de Diu.

O Paxá, no entanto, pretendera de facto partir a 5 de novembro, mas não pôde devido ao mau tempo. Naquela noite, duas pequenas galés chegaram a Diu com reforços e mantimentos, disparando os seus canhões e foguetes de sinalização. Na manhã seguinte, uma frota de 24 fustas foi avistada e, crendo ser aquela a vanguarda da frota de resgate do governador, o Paxá partiu à pressa, deixando para trás 1.200 mortos e 500 feridos. Coge Sofar incendiou o seu acampamento e abandonou a ilha com as suas forças pouco depois. Na realidade, a dita frota de fustas, comandada por D. Luís de Ataíde e António Silva de Meneses fora enviada de Goa com reforços, mantimentos e somente o aviso de que o governador partiria em breve em socorro dos sitiados. Embora não tenham participado da luta, a pequena força foi recebida triunfalmente dentro da fortaleza em ruínas por seus últimos sobreviventes. Os portugueses estavam então criticamente baixos em pólvora e mantimentos e com menos de 40 homens válidos; na fase final do cerco, até as mulheres dos portugueses ajudaram na defesa.

## Goa

Goa Portuguesa, ilustração quinhentista.

A embarcação enviada por António da Silveira chegara a Goa em meados de Setembro, mas já o governador Nuno da Cunha se encontrava ao corrente da presença dos turcos na Índia: os portugueses tinham interceptado um galeão turco no sul da Índia e outra galera que se haviam separado do frota e ancoraram em Onor, e que os portugueses destruíram com a ajuda dos locais (um combate em que Fernão Mendes Pinto participou). O governador tinha reunido uma força de socorro de 14 galeões 8 galés, várias caravelas e mais de 30 navios a remo mais pequenos, mas em 14 de Setembro chegou o novo vice-rei nomeado por Lisboa e exigiu a sucessão imediata no cargo.
No final de 1537, relatórios sobre os preparativos otomanos no Egipto chegaram a Lisboa através de espiões em Veneza, e o rei D. João III ordenou que fosse imediatamente enviado para a Índia uma armada de socorro com 11 naus e 3000 soldados, dos quais 800 eram fidalgos, comandada pelo novo vice-rei, Dom Garcia de Noronha. Chegado a Goa, no entanto, D. Garcia considerou a força de socorro organizada pelo governador Nuno da Cunha insuficiente, embora os veteranos portugueses na Índia fossem da opinião contrária. O vice-rei permaneceu em Goa mais dois meses, organizando as suas forças até ter reunido uma imponente frota, que segundo João de Barros contava com 170 marinheiros e 4500 soldados portugueses, e segundo relatório detalhado de Francisco de Andrade, compunham-na 152 navios, em que se incluíam 9 naus pesadas, 14 galeões, 13 pequenas naus, 8 caravelas de guerra, 5 caravelas latinas, 1 galés bastarda, 13 galés reais, 15 galeotas, 11 bergantins, 2 albetoças, 18 fustas e 44 navios ligeiros a remos, transportando 5.000 soldados portugueses, 3.000 auxiliares indianos, 1.500 marinheiros portugueses, número incontável de marinheiros nativos, remadores e escravos de combate e pouco menos de 400 canhões pesados e 600 canhões leves. No momento em que a expedição se preparava para zarpar para Diu, porém, chegou a Goa uma embarcação com a nova de que os turcos haviam abandonado o cerco.

## Rescaldo

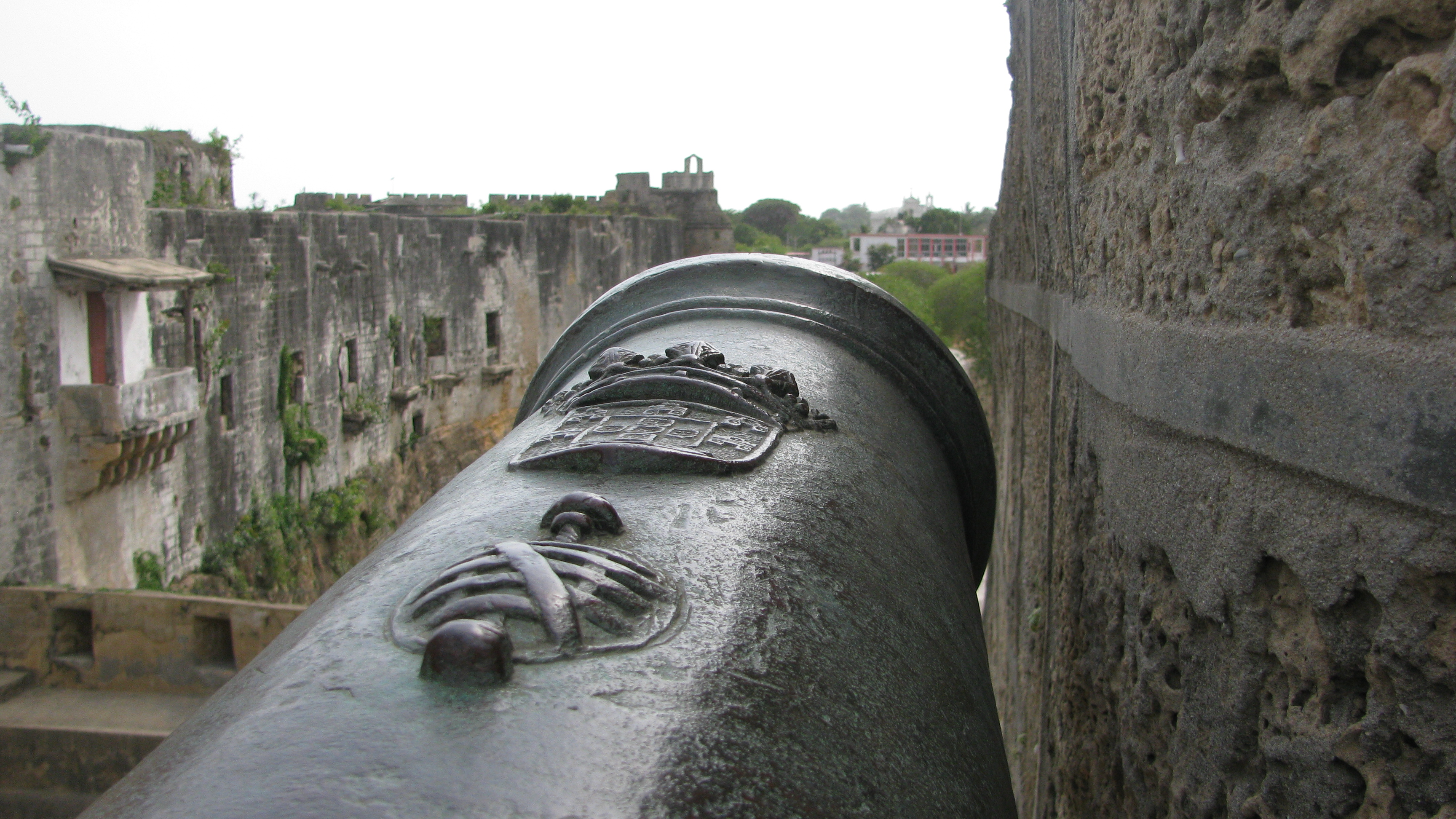
Canhão português em Diu.

Após o fracasso do cerco, os otomanos retiraram para Adém, cidade que fortificaram com 100 peças de artilharia. Os otomanos também estabeleceram suseranias em Xael e Zabide e reorganizaram os territórios do Iémen em províncias otomanas.
Solimão pretendia organizar uma segunda expedição contra os portugueses em Diu, mas tal nunca chegou a acontecer. Em 1540, os portugueses lançaram em retaliação uma expedição ao mar vermelho, destruíndo as cidades de Suaquém e Cosseir, tendo também atacado Suez com uma frota de 72 navios em 1541. Em 1546, os otomanos estabeleceram uma nova base naval em Baçorá, o que constituía uma ameaça para os portugueses em Ormuz. Em 1554, os portugueses infligiram uma pesada derrota naval aos otomanos no golfo Pérsico.
O enclave de Diu manter-se-ia em posse dos portugueses por mais 400 anos, até à invasão indiana em 1961.

## Galeria

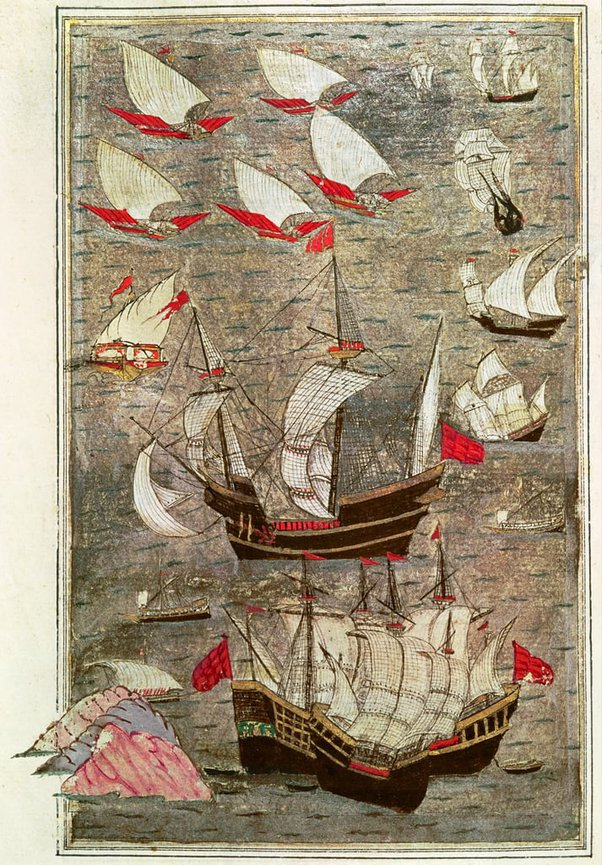
Navios turcos. Ilustração quinhentista.

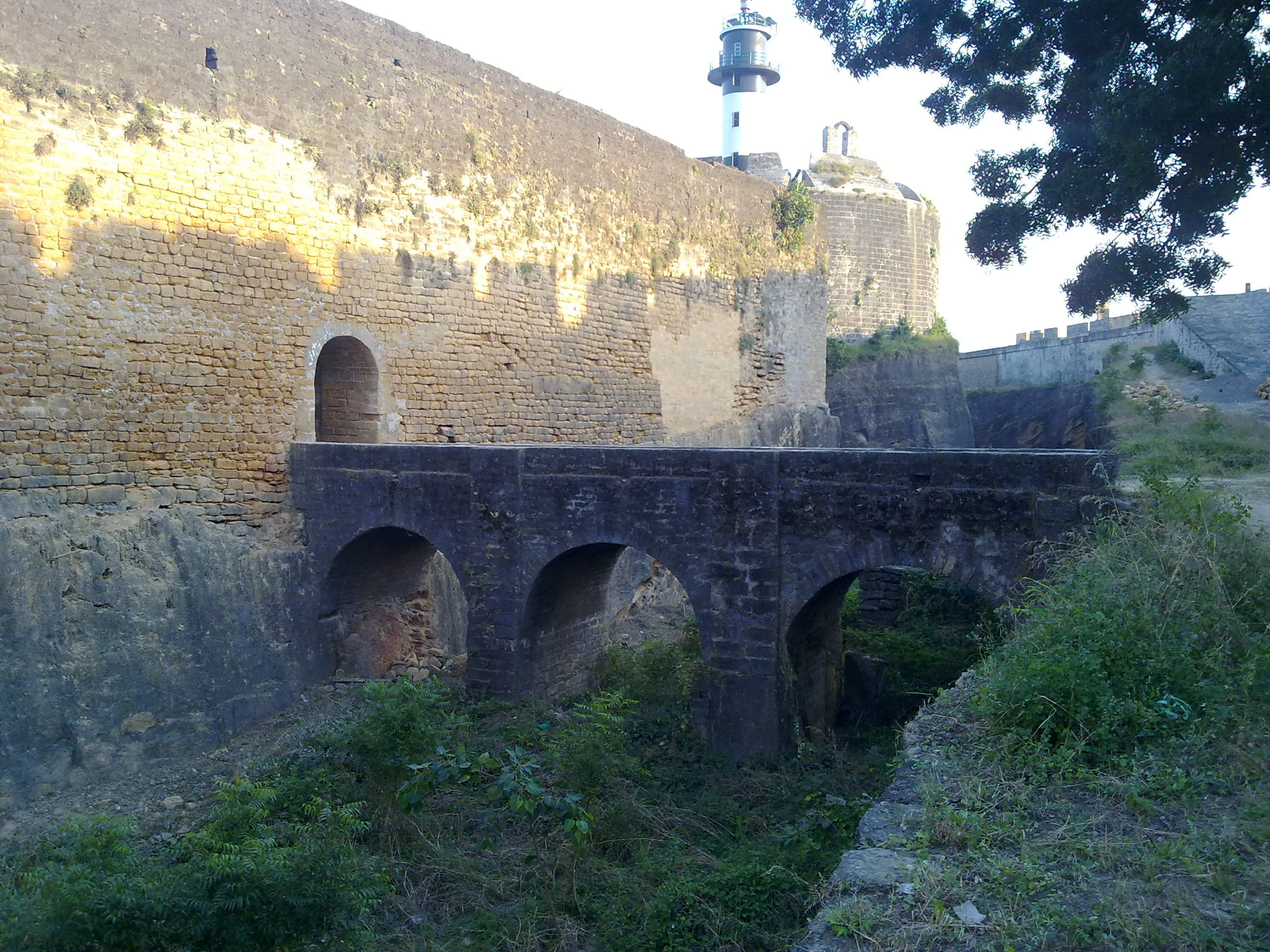
Fosso da fortaleza de Diu.
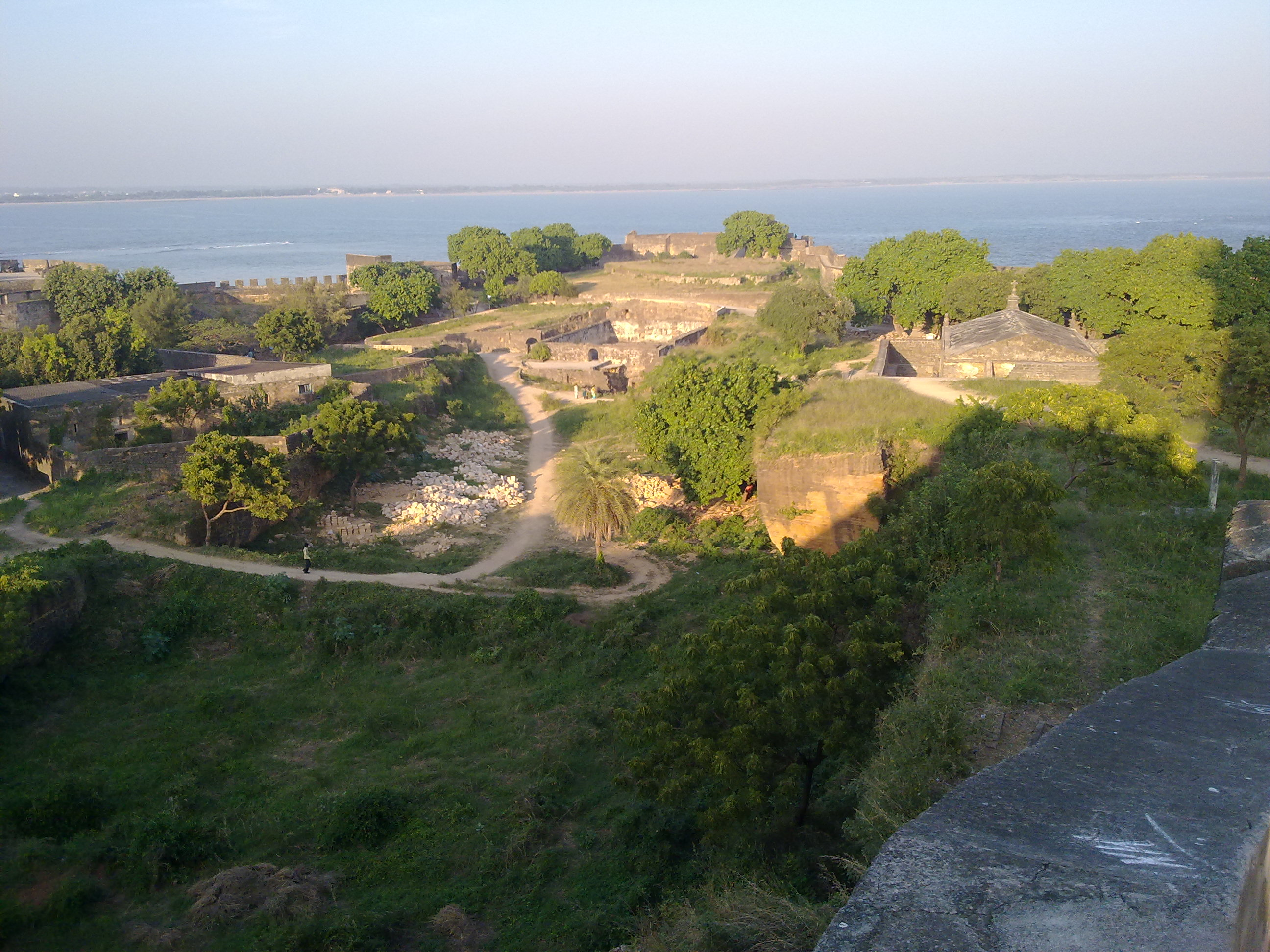
Interior da fortaleza de Diu.
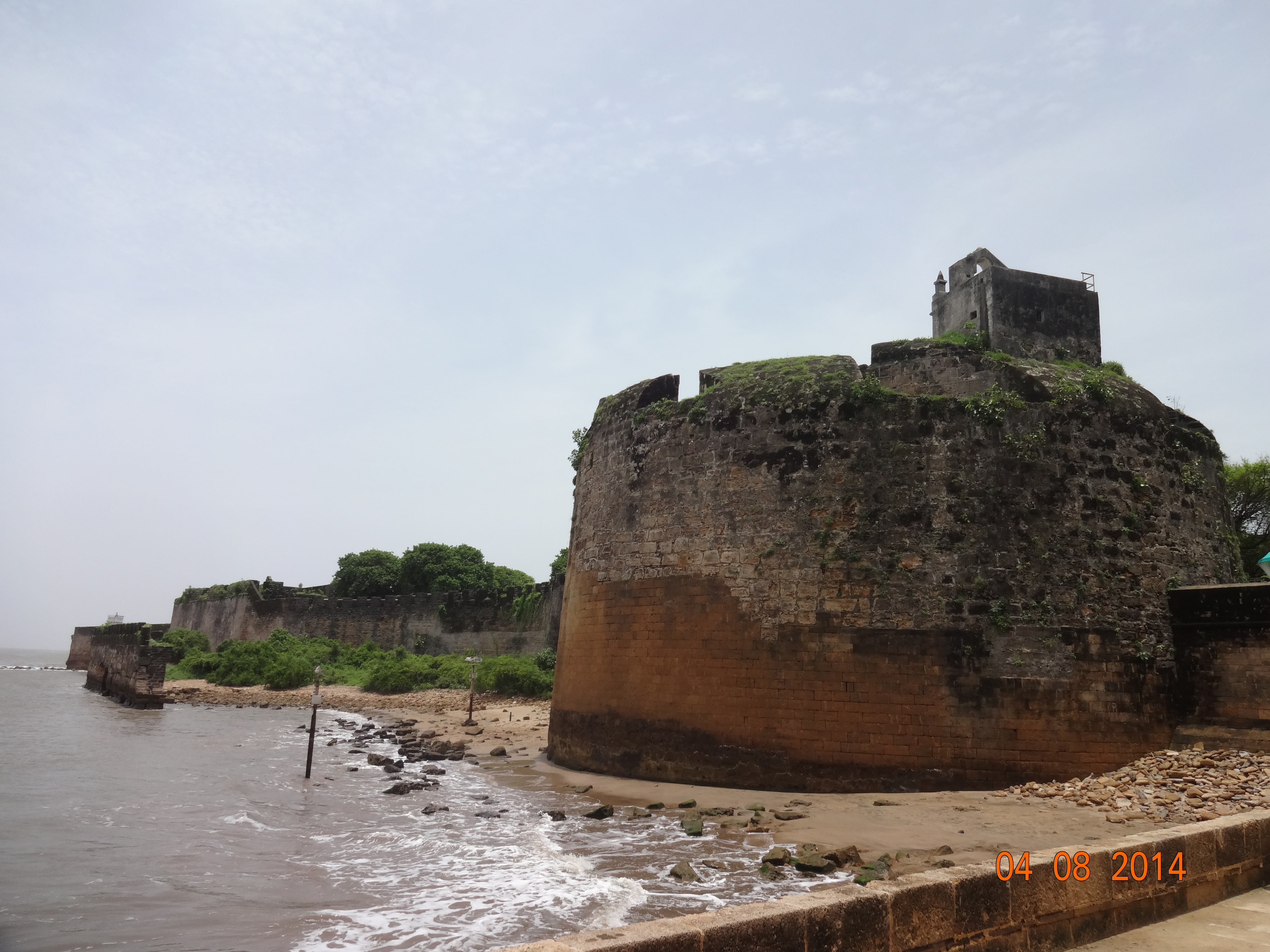
Baluarte da fortaleza.
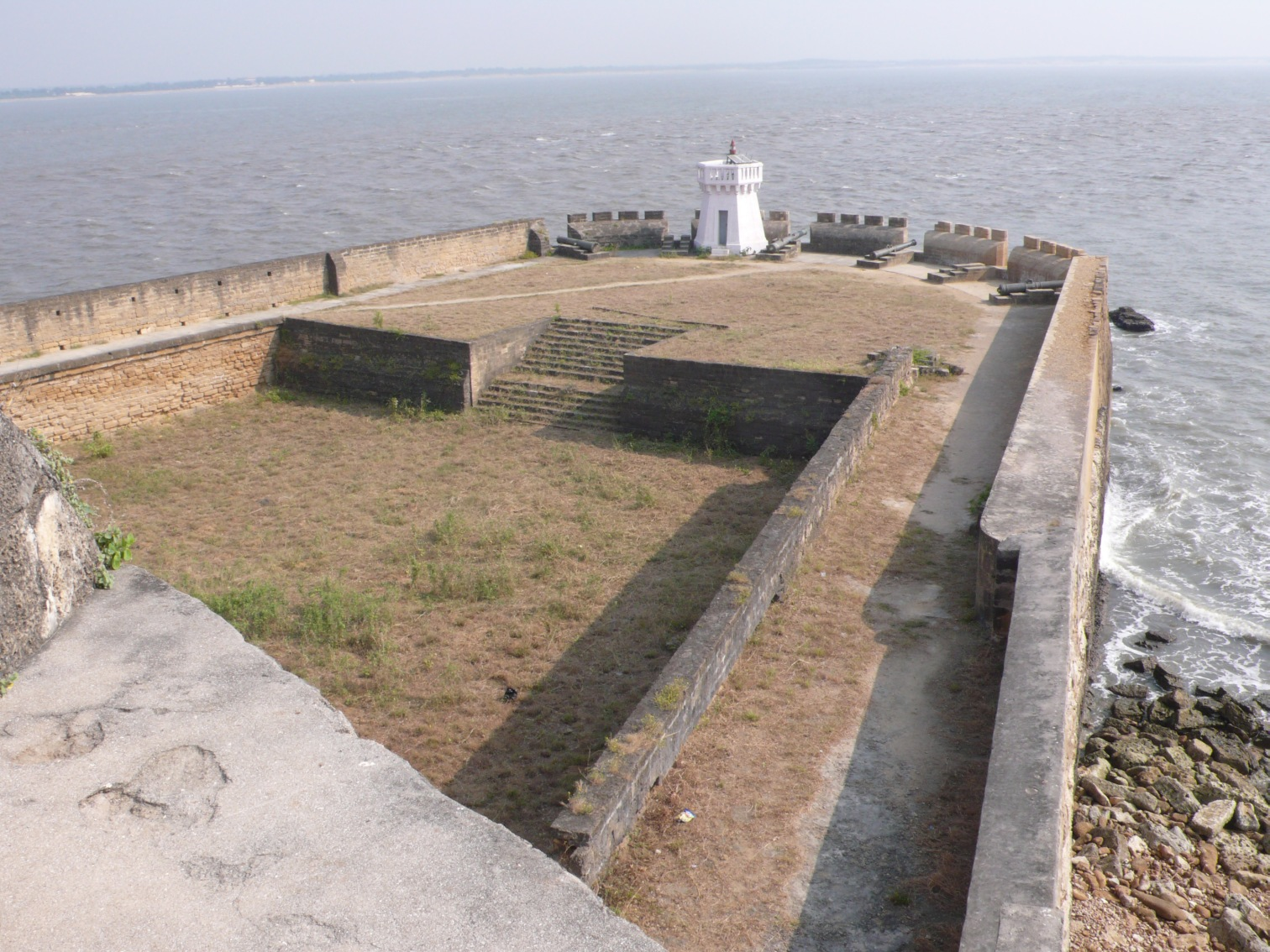
Couraça.
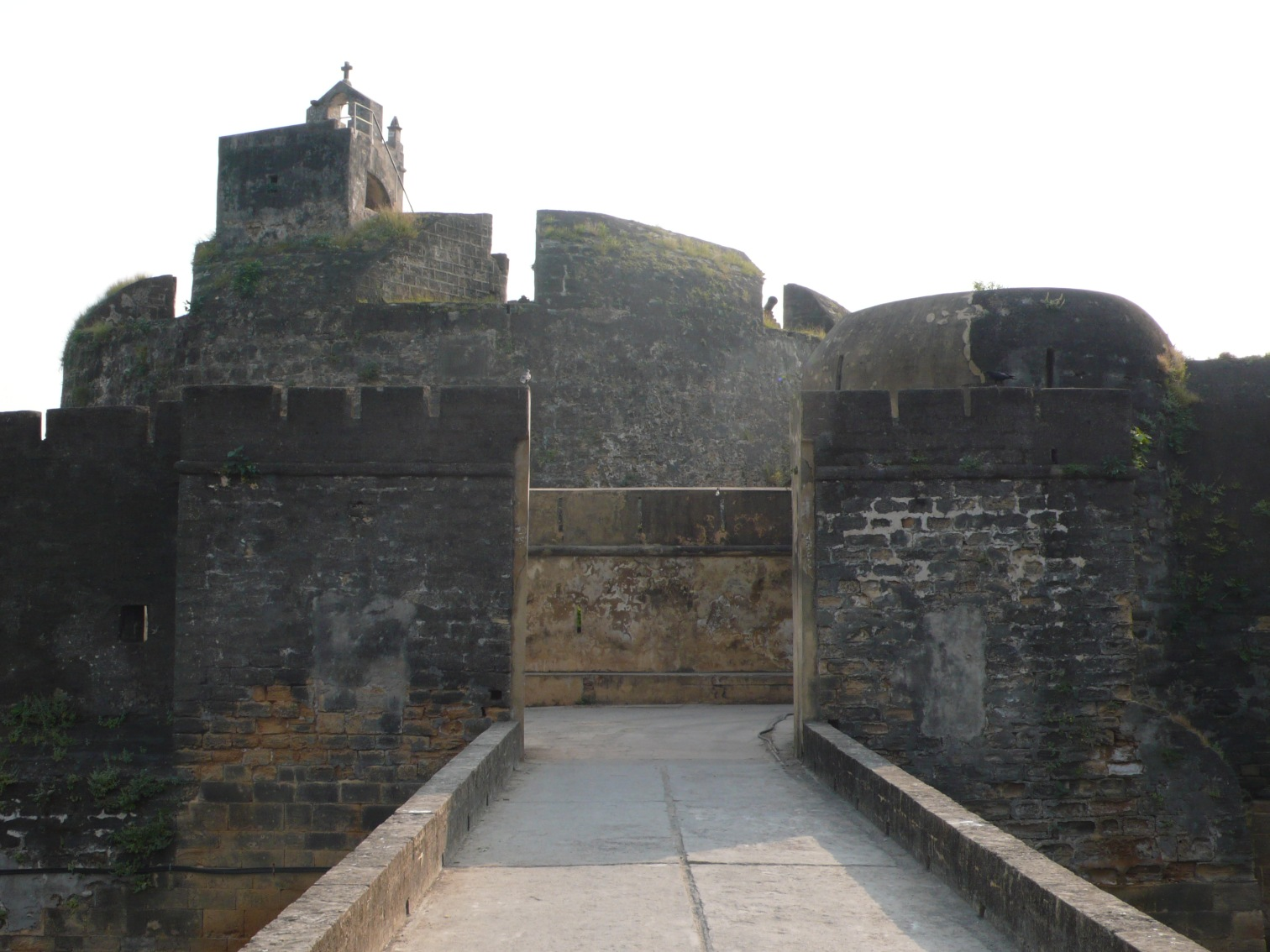
Entrada para a fortaleza de diu.
Fosso.
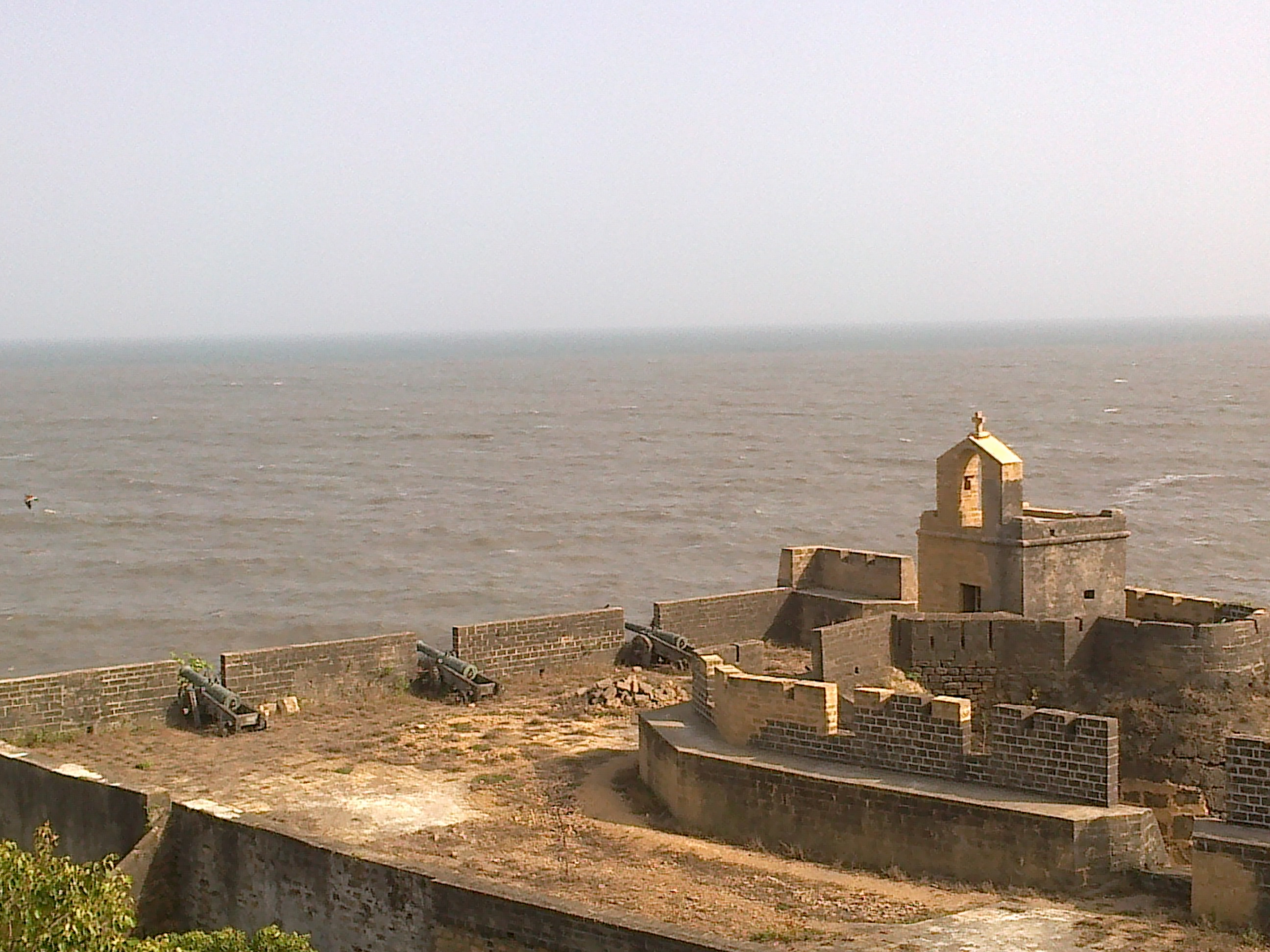
Baluarte.
Barbacã.
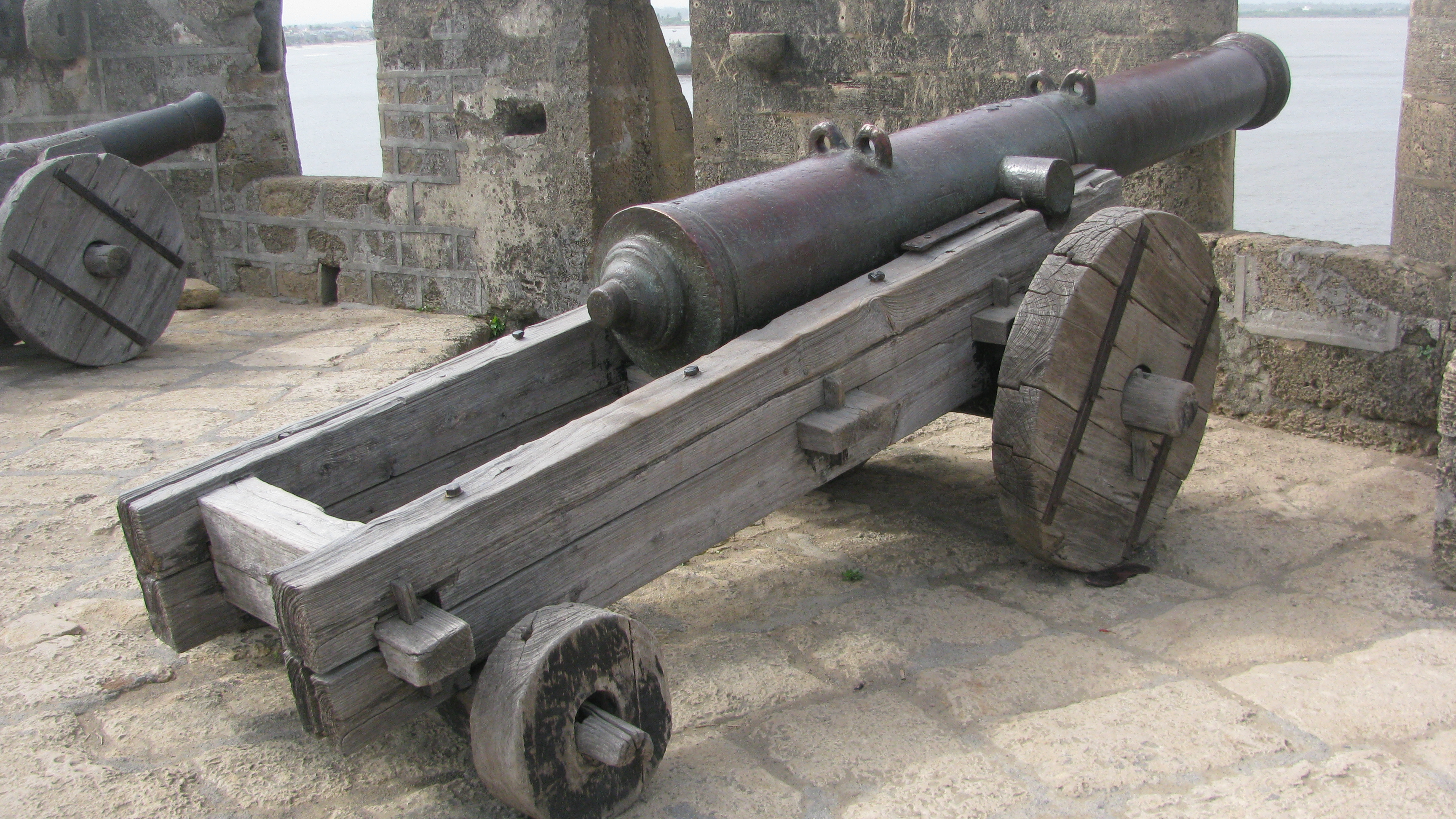
Canhão português.
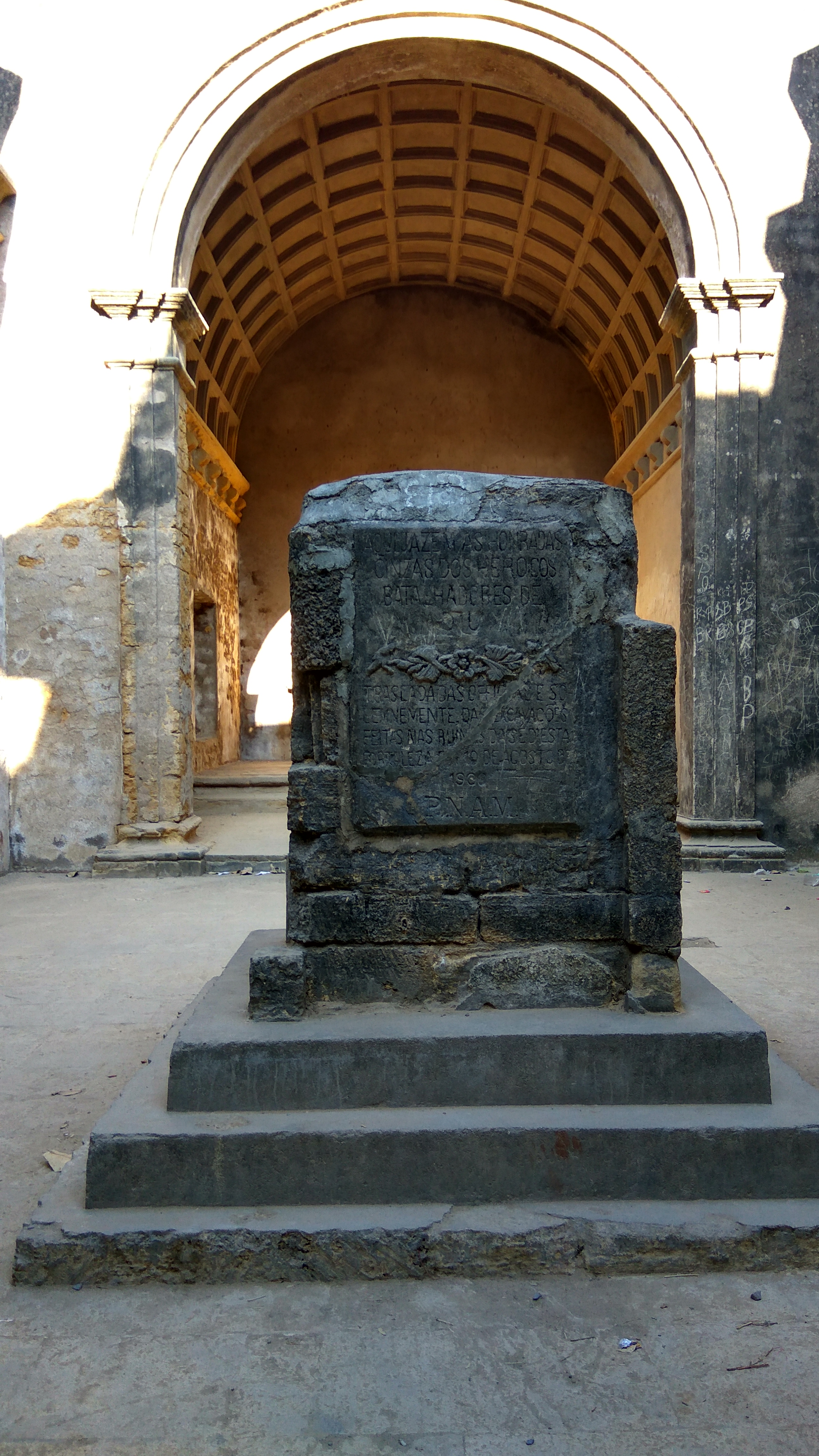
Antiga capela em Diu.
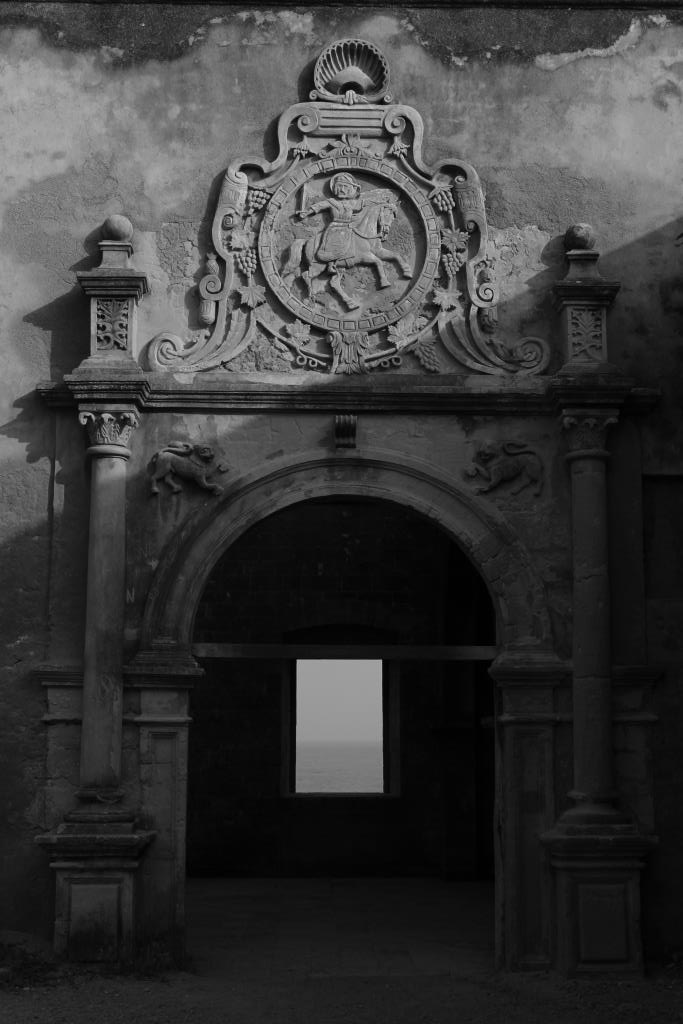
Entrada para a Capela de Santiago.
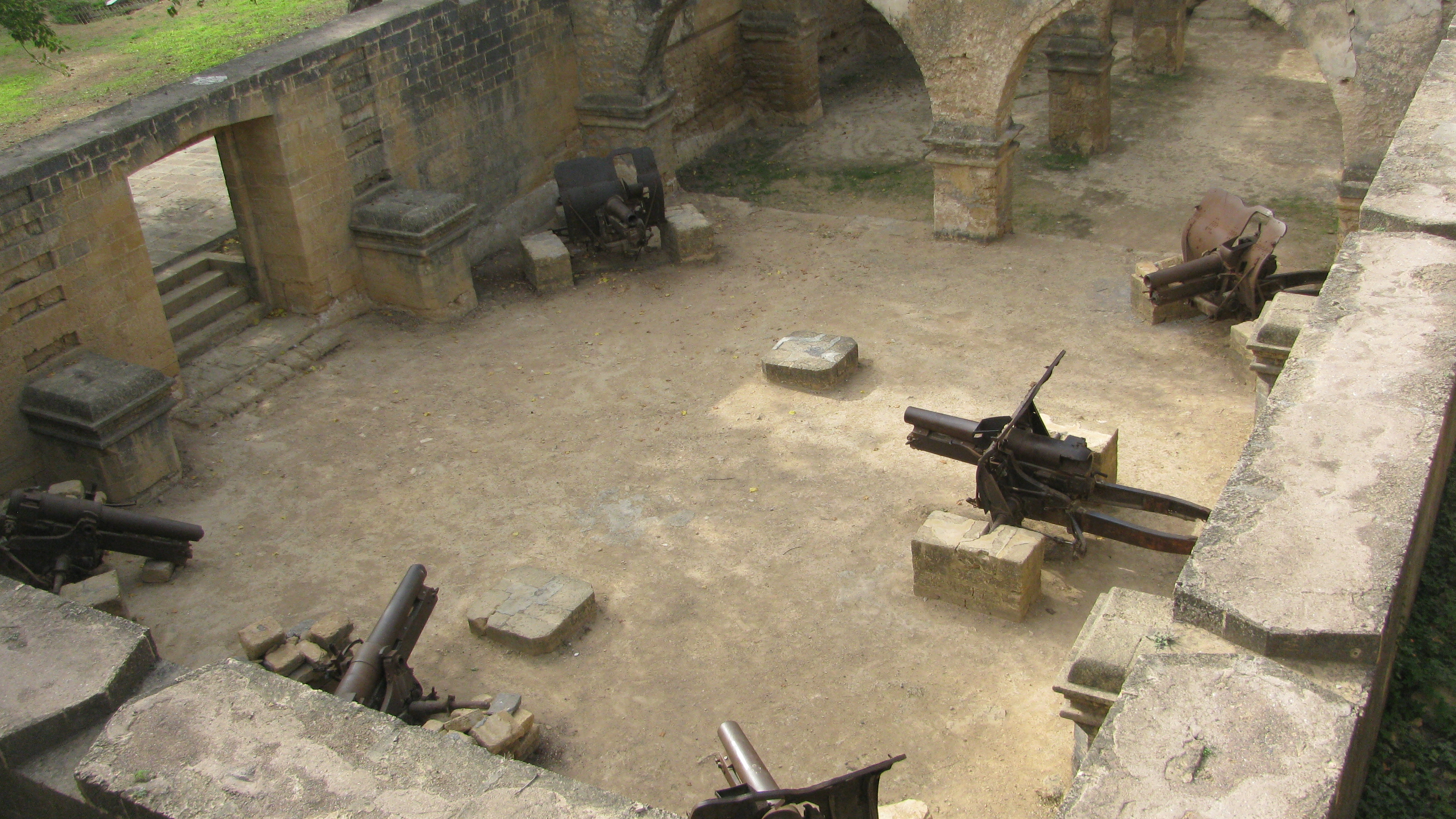
Museu de Artilharia na fortaleza de Diu.
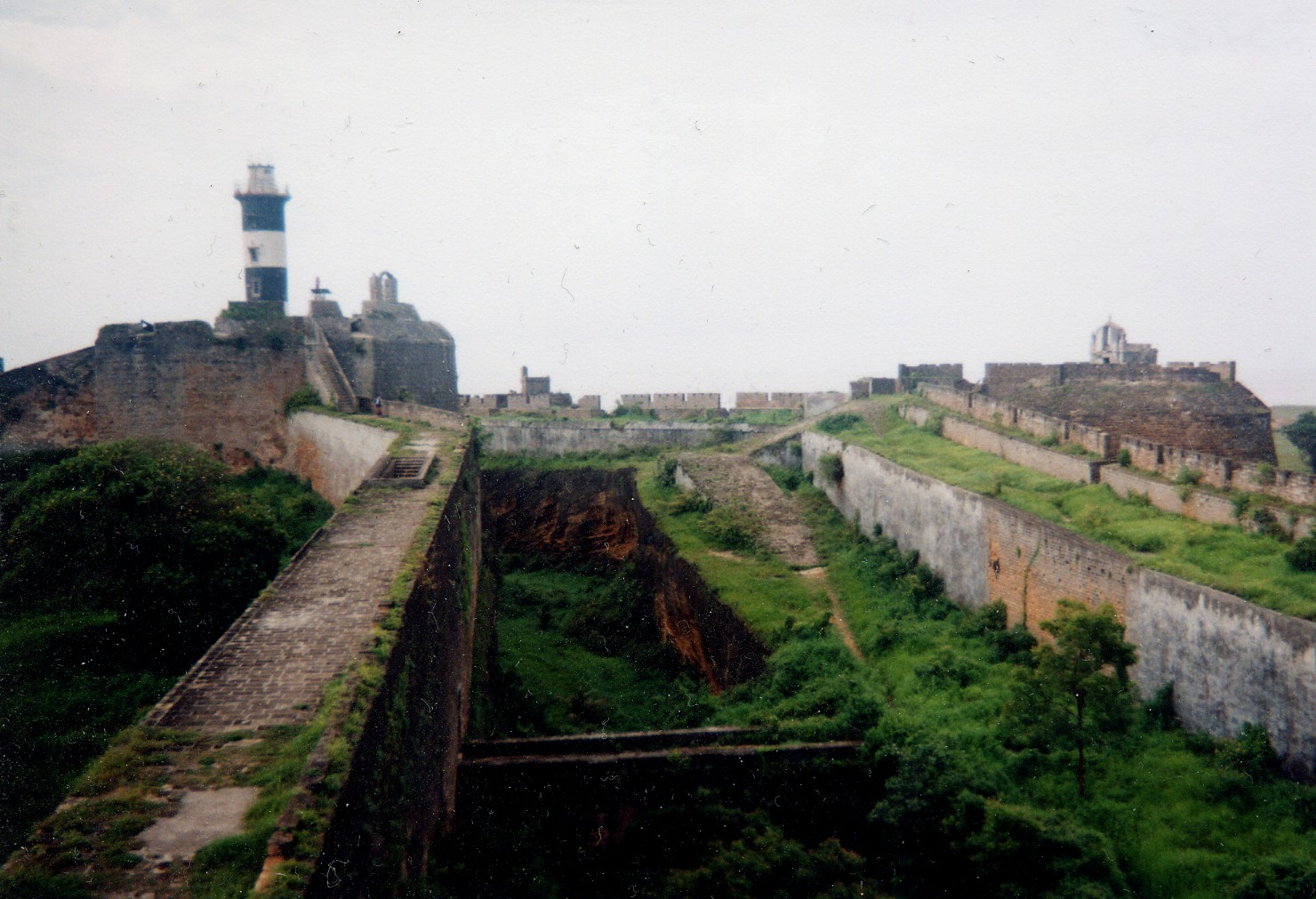
Muralhas antigas (esquerda) e posteriores (direita).

## Relacionado
Cerco de Diu (1546)
Índia Portuguesa